# Estación de La Chaux-de-Fonds
La estación de La Chaux-de-Fonds es la principal estación ferroviaria de la comuna suiza de La Chaux-de-Fonds.
La estación fue abierta en el año 1857, junto con la apertura del último tramo de la línea hasta Le Locle del trazado Neuchâtel - La Chaux-de-Fonds, para vincular a la industria relojera del Jura con la capital del cantón, Neuchâtel.
Actualmente, desde la estación de La Chaux-de-Fonds parten tres líneas en ancho estándar (1435 mm) gestionadas por SBB-CFF-FFS: La Chaux-de-Fonds - Morteau (Francia); La Chaux-de-Fonds - Neuchâtel  y La Chaux-de-Fonds - Biel/Bienne.
Además existen otras dos líneas de vía métrica (1000 mm) que tienen como inicio esta estación y terminan en Saignelégier y Les Ponts-de-Martel, siendo la primera propiedad de Ferrocarriles del Jura ( Chemins de fer du Jura - CJ) y la segunda de TRN (Transports Régionaux Neuchâtelois).

## Servicios ferroviarios

### SBB-CFF-FFS
Los SBB-CFF-FFS cuentan con varias líneas de carácter regional que comunican de forma directa a La Chaux-de-Fonds con Biel/Bienne, Neuchâtel o Le Locle:
- RE Le Locle - La Chaux-de-Fonds - Neuchâtel. Únicamente efectúan parada, además de las citadas estaciones, en las de "Les Hauts-Geneveys" y "Chambrelien", situadas entre La Chaux-de-Fonds y Neuchâtel. Algunos servicios son prolongados excepcionalmente desde Le Locle hasta "Le Locle-Col-des-Roches", situada en el límite con Francia. Esta línea de RegioExpress tiene una frecuencia horaria.

- RE La Chaux-de-Fonds - St-Imier - Courtelary - Sonceboz-Sombeval - Biel/Bienne. Tienen una frecuencia horaria.

- R La Chaux-de-Fonds - Biel/Bienne. Hay salidas cada hora y para en todas las estaciones de la línea.

- R Le Locle - La Chaux-de-Fonds - Neuchâtel.[1] Para en todas las estaciones y apeaderos de la línea, y cuenta con una frecuencia horaria. Algunos servicios son prolongados desde Le Locle hasta "Le Locle-Col-des-Roches".

### SNCF
La SNCF presta servicio mediante TER Franco Condado:
- TER Besanzón-Viotte - Morteau - Le Locle - La Chaux-de-Fonds.[3] Hay tres trenes diarios por sentido que hacen el trayecto completo, y además, otros 3 solo hacen el recorrido Morteau - La Chaux-de-Fonds, resultando un total de 6 tres por sentido y día en el eje Morteau - Le Locle - La Chaux-de-Fonds.

### CJ y TRN
- R La Chaux-de-Fonds - Les Ponts-de-Martel. Operada por TRN, tiene frecuencia de en torno a 1 hora.

- R La Chaux-de-Fonds - Saignelégier - Glovelier. Es operada por CJ y tiene una frecuencia horaria. Las últimas salidas del día acaban en Saignelégier y no llegan a Glovelier.